# Who's Harry Crumb?
 Who's Harry Crumb? és una pel·lícula estatunidenca dirigida per Paul Flaherty i estrenada el 1989.

## Argument
Descendent d'una llarga nissaga de detectius, Harry Crumb treballa per a la prestigiosa agència de detectius Crumb fundada pels seus avantpassats. Per desgràcia, Harry no ha heretat de totes les seves qualitats d'observació i d'anàlisi, i els clients no s'hi acumulen. Harry és contactat per Eliot Draisen, per tal d'investigar el segrest de la filla d'un milionari. En realitat, és el mateix Draisen que ha agafat la noia esperant obtenir un enorme rescat, i ha posat Harry en la investigació degut a la seva incompetència notòria...

## Repartiment
- John Candy: Harry Crumb
- Jeffrey Jones: Eliot Draisen
- Annie Potts: Helen Downing
- Tim Thomerson: Vince Barnes, l'amant de Helen
- Barry Corbin: P.J. Downing, el marit de Helen
- Shawnee Smith Nikki Downing, la segona noia de P.J. i Helen
- Valri Bromfield: Inspector Casey
- Doug Steckler: Dwayne
- Renée Coleman: Jennifer Downing, la noia presa
- Wesley Mann: Tim el majordom
- Tamsin Kelsey: Casa Cannell
- Joe Flaherty: El porter
- Fiona Roeske: La secretària de Crumb
- Lori O'Byrne: Karen
- Michele Goodger: Sra. MacIntyre
- Beverley Elliott: Joanne
- P. Lynn Johnson: Kelly
- Peter Yunker: Jeffrey Brandt
- Brenda Crichlow: La recepcionista del Saló Suki
- Garwin Sanford: Dennis Kimball
- Tony Dakota: Freddy
- Rob Morton: El policia a l'aeroport
- Marcel Maillard: El xofer
- Lesley Ewen: La guarda del pòrtic a l'aeroport
- Manny Perry: El policia al cotxe
- James Belushi: L'home al bus (no surt als crèdits)

## Rebuda
Segurament John Candy té una pel·lícula divertida en algun lloc, però es nega a descobrir-ho. A  Who's Harry Crumb? , Mr. Candy té un paper variat, un bon repartiment que li dona suport, un guió ple de situacions còmiques i una oportunitat imaginable de brillar. Però el resultat és només una comèdia fluixa.